# サラ・コールドウェル
サラ・コールドウェル（サラ・カルドウェル、Sarah Caldwell、1924年3月6日 - 2006年3月23日）は、アメリカ合衆国の指揮者。アメリカにおいてはオペラの指揮者、音楽監督として著名であった。

## 生涯
1924年3月6日ミズーリ州メアリーヴィルに生まれる。その後、アーカンソー州ワシントン郡ファイエットヴィルに移る。幼少の頃から驚異的な才能を示し、10歳の時にヴァイオリンの公演を行い、14歳で高等学校を卒業した。 
1944年ヘンドリックス・カレッジを卒業し、次いでアーカンソー大学に進学し、同時にニューイングランド音楽院に進む。1946年バークシャー音楽センターにおけるヴィオラ部門で奨学金を得る。1947年レイフ・ヴォーン・ウィリアムズ作曲の『海に騎り行く人々』（Riders to the Sea）を上演し、その後、ボリス・ゴルドフスキーのチーフ・アシスタントを11年の長きにわたって務めた。
1952年マサチューセッツ州ボストンに移り、ボストン大学オペラ講座（オペラ・ワークショップ）の首席を務める。1957年大型歌劇複合体ともいえるオペラ・カンパニー・オブ・ボストンを創設する。また、コールドウェルは、大胆な解釈の元、バリエーションをつけて楽曲の面白さを引き出し、プロコフィエフの『戦争と平和』、シェーンベルクの『モーゼとアロン』などのアメリカ初演を手がけた。
1976年、メトロポリタン歌劇場初の女性指揮者として出演し、『椿姫』を上演した。さらにニューヨーク・フィルハーモニー管弦楽団、ピッツバーグ交響楽団、そしてボストン交響楽団にも出演した。
1975年、ベイツ・カレッジから、D.F.A.の学位を授与される。1996年、国家文芸勲章を授与される。また、アーカンソー州芸能人殿堂入りも果たしている。
2006年3月23日、メーン州ポートランドで心臓病のため死去した。82歳。